# ひらど (掃海艦)
ひらど（ローマ字：JS Hirado, MSO-305）は、海上自衛隊の掃海艦。あわじ型掃海艦の2番艦。艦名は平戸島に由来する。旧大日本帝国海軍の筑摩型防護巡洋艦「平戸」と択捉型海防艦「平戸」、海自のかさど型掃海艇「ひらど」に続いて、日本の艦艇としては4代目。
本記事は、本艦の艦暦について主に取り扱っているため、性能や装備等の概要についてはあわじ型掃海艦を参照されたい。

## 艦歴

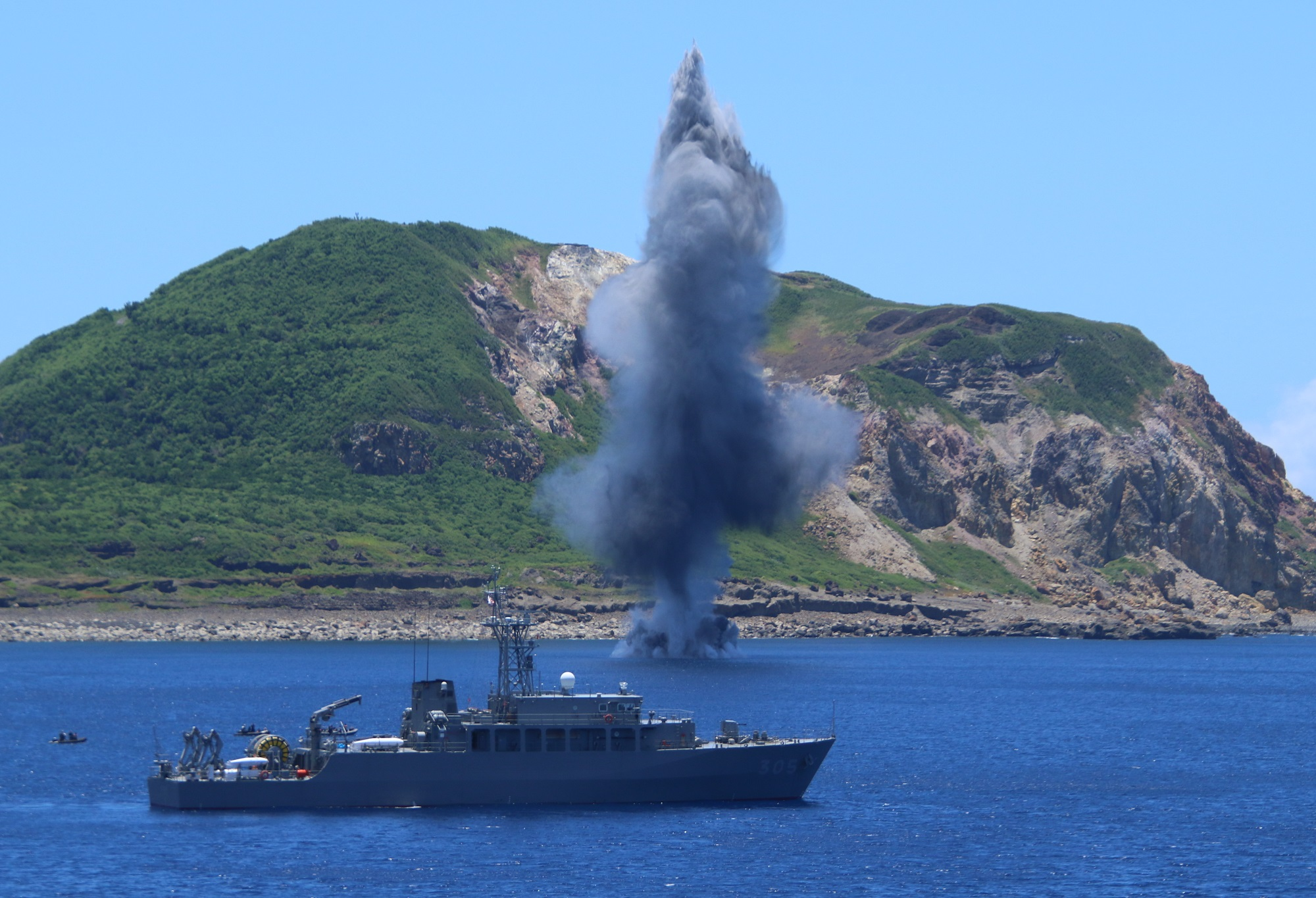
令和4年度実機雷処分訓練に参加中の「ひらど」

「ひらど」は、平成26年度（2014年度）計画掃海艦305号艦として、JMUが186億円で受注。JMU横浜事業所鶴見工場で2015年4月10日に起工され、2017年2月10日に進水。同年9月22日に公試開始。2018年3月16日に就役し、掃海隊群第1掃海隊に編入され、横須賀に配備された。
2018年7月18日から7月30日、陸奥湾において機雷戦訓練及び日米印共同掃海特別訓練を実施する。
2021年12月12日から2022年3月31日にかけて、掃海母艦「うらが」とともに令和3年度インド太平洋・中東方面派遣（IMED21：Indo-Pacific and Middle East Deployment 21）に参加する。その派遣期間中の2022年1月31日から2月17日にかけて、バーレーン周辺において実施される米国主催国際海上訓練（IMX/CE22：International Maritime Exercise/ CUTLASS EXPRESS 2022）に参加し、機雷敷設戦及び対機雷戦訓練を実施した。
2022年4月23日に発生した北海道網走市沖における「知床遊覧船沈没事故」に係る災害派遣（捜索救難）のため、横須賀を出港、5月1日14時54分以降現場海域に到着、第45掃海隊の掃海艇「いずしま」と共同し活動開始、5月4日まで水上・水中両面で捜索活動を実施した。
2023年12月4日から12月16日にかけて屋久島沖米軍オスプレイ墜落事故に伴い自主派遣。同じく自主派遣された艦艇や自衛隊部隊、海上保安庁などと共に捜索救難・水中捜索活動に従事。機体の一部や乗組員遺体などを発見揚収するなどした。
2024年3月1日から3月6日にかけて角力灘（九州西方）において、掃海艇「たかしま」、米海軍掃海艦2隻とともに掃海特別訓練（日米共同訓練）を実施した。 

### 歴代艦長
| 代 | 氏名     | 在任期間             | 前職               | 後職                       | 備考    |
| -- | -------- | -------------------- | ------------------ | -------------------------- | ------- |
| 1  | 相馬誉介 | 2018.3.16 - 2018.8.9 | ひらど艤装員長     | 大湊地方総監部防衛部       |         |
| 2  | 川下雄司 | 2018.8.10 - 2020.7.5 | うらが敷設長       | 海上訓練指導隊群司令部幕僚 |         |
| 3  | 伊藤 晃  | 2020.7.6 - 2022.8.21 | 掃海隊群司令部幕僚 | 下関基地隊                 | 3等海佐 |
| 4  | 須田 勝  | 2022.8.22 -          | うらが敷設長       |                            | 3等海佐 |